# اوگنی گولود
اوگنی سولومنوویچ گولود (به روسی: Евгений Соломонович Голод) (زاده ۲۱ اکتبر ۱۹۳۵ در مسکو) ریاضیدان اهل روسیه است که در زمینه جبر فعالیت می‌کند. گولود از شاگردان ایگور شافارویچ در دانشگاه لومونوسف بود و پس از گرفتن مدرک دکترا در همان دانشگاه به کار مشغول شد. او در سال ۱۹۶۴ قضیه گولود-شافارویچ را دربارهٔ برج‌های میدان‌های کلاسی به اثبات رساند. از دیگر کارهای او ارائه مثال نقضی برای حدس برنساید در نظریه گروه ها بود. در واقع او بر پایه کارهایش با شافارویچ نشان داد که گروه‌های تابدار ولی متناهی-تولید وجود دارند.گولود در سال ۱۹۶۳ جایزه جامعه ریاضیات مسکو را دریافت کرد.